# 聖遺物

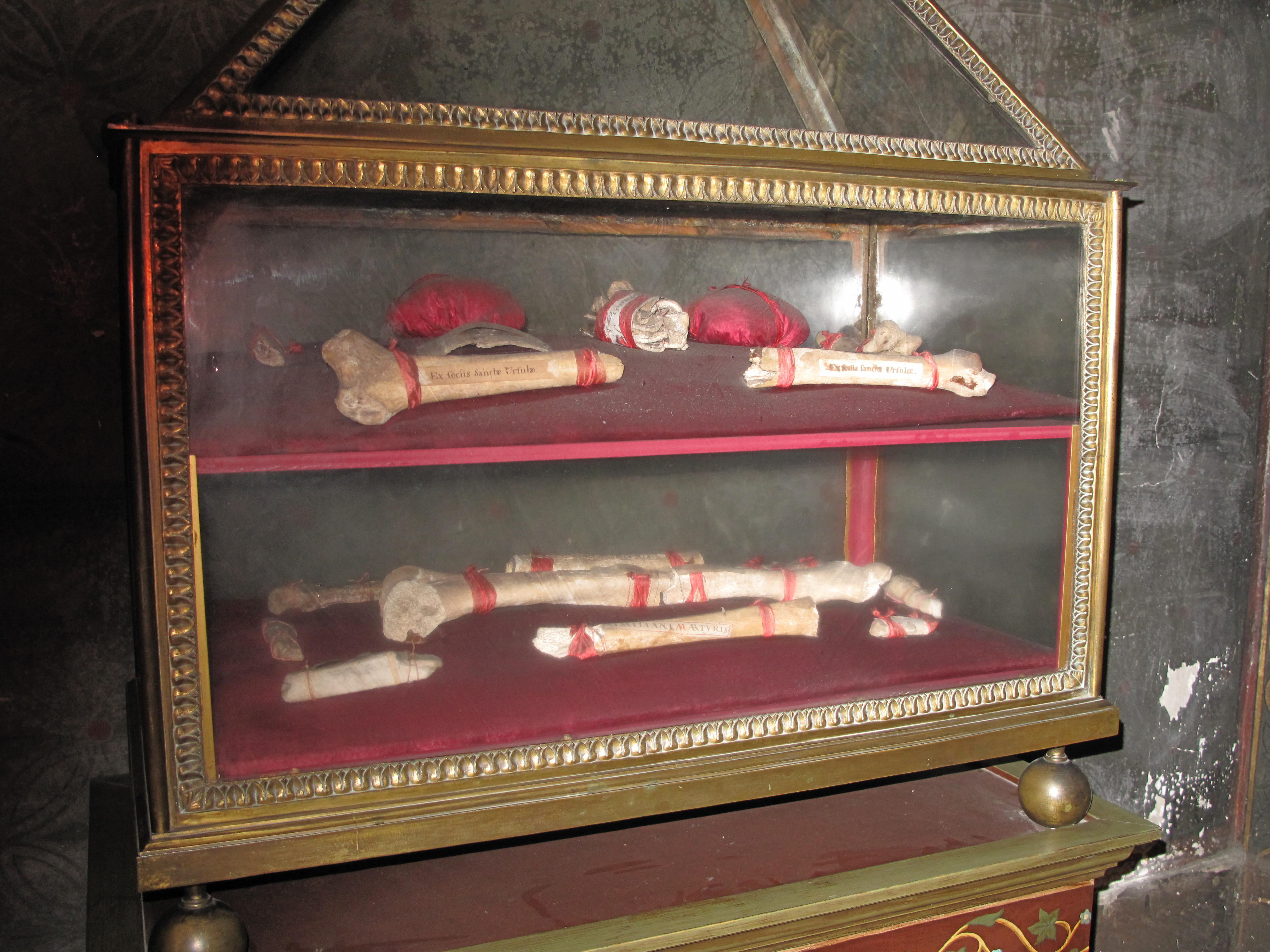
パリの聖セヴラン教会が所蔵する聖ウルスラの聖遺物。

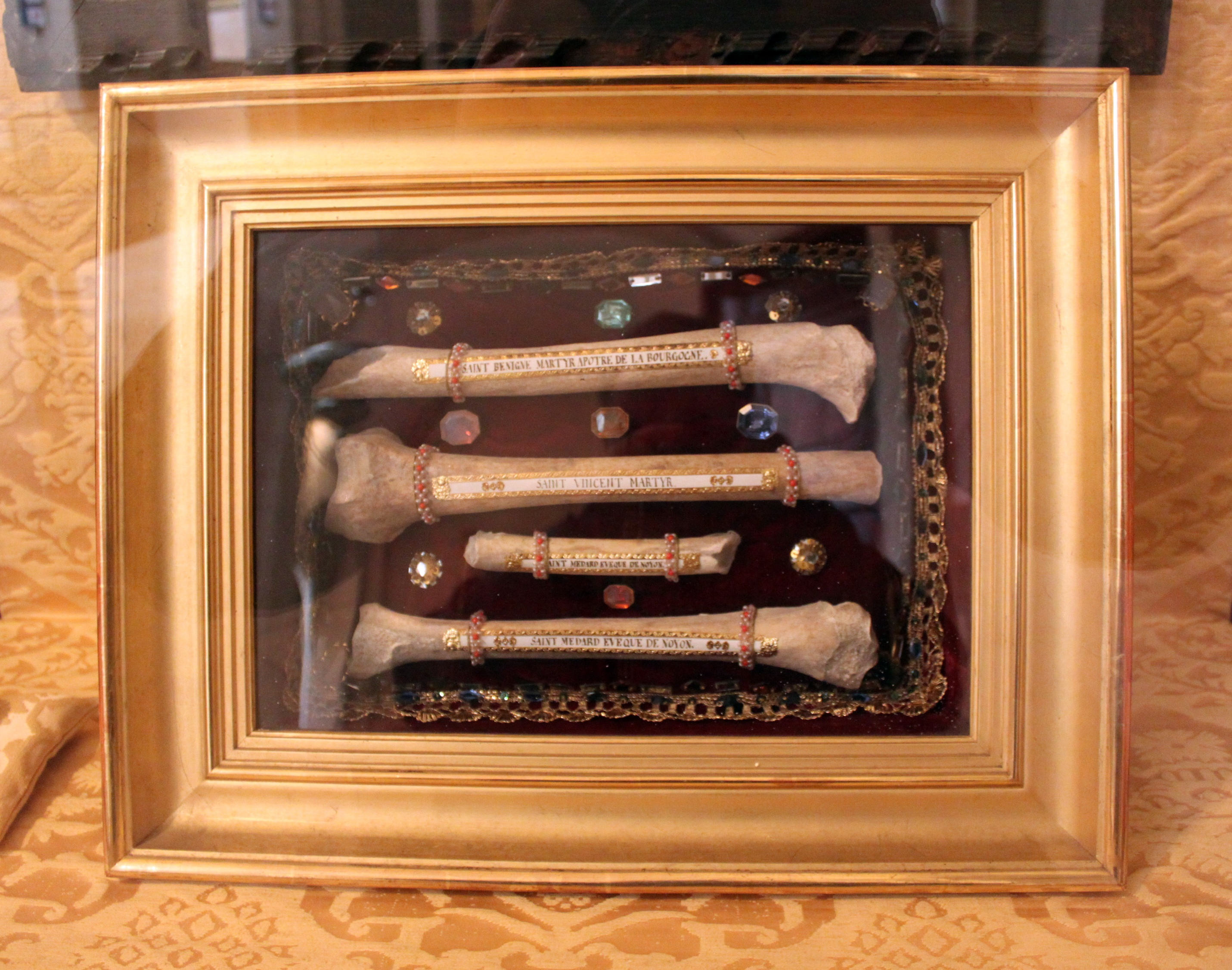
ディジョンの宗教芸術美術館所蔵の聖ベニーニュの聖遺物。

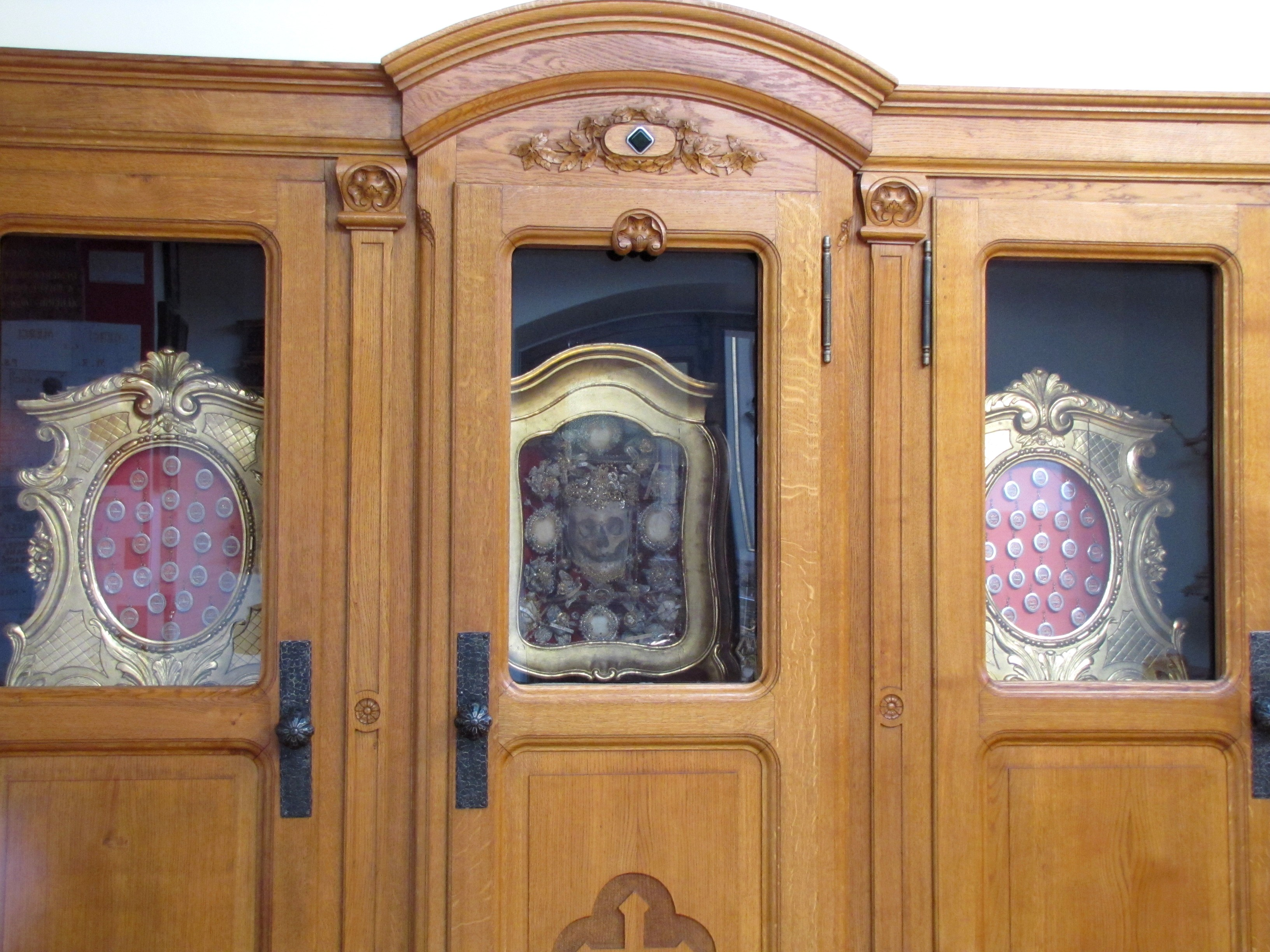
フランスのティーレンバッハ小修道院の聖母聖堂所蔵の聖遺物。

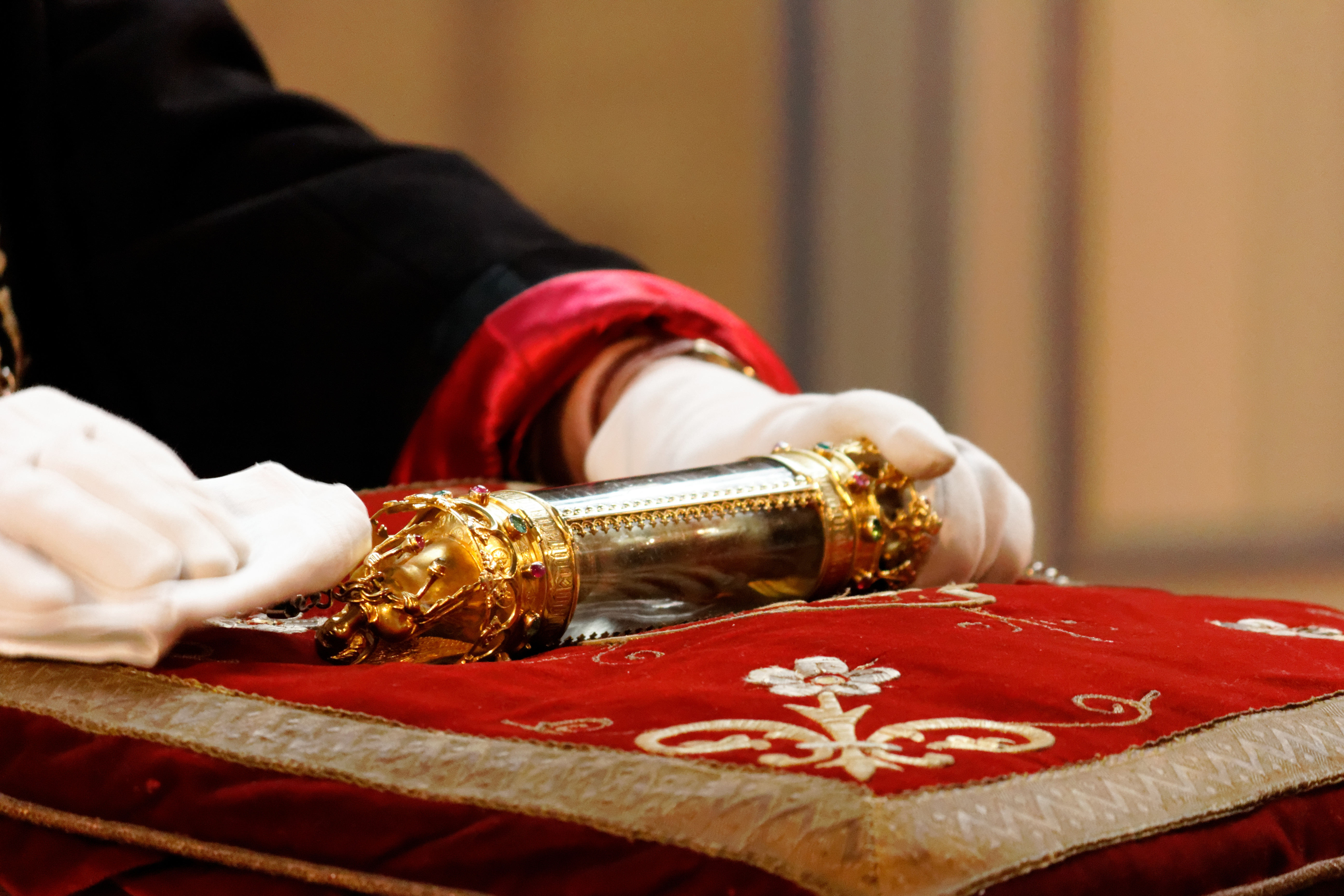
ブリュージュの救世主教会 (en) の聖血。

聖遺物（せいいぶつ、羅: Reliquiae、英: Relic）は、キリスト教の教派、カトリック教会において、イエス・キリストや聖母マリアの遺品、キリストの受難にかかわるもの、また諸聖人の遺骸や遺品をいう。これらの品物は大切に保管され、日々の祭儀で用いられてきた。聖遺物のうち聖人の遺骸については、正教会での不朽体に相当する。古代から中世において、盛んに崇敬の対象となった。

## 初期の信仰
聖人崇敬は2世紀半ば頃にローマ帝国におけるキリスト教の迫害で命を落とした殉教者の遺体を信徒が手厚く葬ってその生涯と徳をたたえ、信仰生活の模範として仰いだことに始まる。信徒たちは聖人の命日に墓に集まり儀式を執り行った。やがて殉教者の遺体を中心に聖堂が建立されるようになった。4世紀にキリスト教がローマ帝国の国教となってのち、殉教者や神意にかなった生き方を貫いたとみなされる聖職者や信徒に、死後「聖人」の称号が与えられるようになった。そして聖人とその遺物に加護と神への取り次ぎを求める様々な宗教実践が形成されていった。これには日々の願掛け、治癒の奇跡などが含まれる。

## 入手の必要性と手段
8世紀にはキリスト教でもっとも重要な祭儀である「聖餐」を執り行う主祭壇の下には、聖人の遺体か、少なくともその一部が埋葬されていなくてはならないと定められた。このため聖堂を建てるときには聖遺物の入手が不可欠となった。
フランス革命では多くの寺院が聖像破壊運動によって破却された。その後、ナポレオンとローマ教皇ピウス7世のもとで結ばれたコンコルダートによって長らく冷え込んでいたローマとフランスの間に融和的な関係が生まれた。王政復古期にかけて破却された聖堂を再建するために、ローマのカタコンベから多くの聖遺物がフランスに持ち込まれた。1835年から1850年の間に約300体の聖遺骸がフランスに持ち込まれたが、その真贋に科学的考古学的な議論が起こり、この現象は下火となった。

### 聖遺物の入手方法
聖遺物の入手にはさまざまな手段が講じられた。
1. 殉教者が多く出たローマなどの都市の司教や権力者からの贈与。
2. それまで知られていなかった聖人の遺体の「新発見」。
3. 業者からの購入。
4. 他所からの強奪。

これにより遺体の移動や分割が進んだ。窃盗や超自然的な経緯で聖遺物を手に入れた教会の縁起譚も多く、複数の聖堂が同一聖人の遺体を所有していると主張している例もある。古代末期にはかつての殉教者の遺体を高値で取引する者も出て、批判の対象となった。まがい物も数多く出回り、カトリック百科事典によれば、イエス・キリストの手足を十字架に打ち付けた聖釘は、世界中で30本を下らないだろうと言われている。

### 入手手段の正当化
聖遺物の略奪・盗掘は犯罪行為で、ローマでは死罪にあたった。だが略奪が許されざる行為なら、聖遺物＝聖人が抵抗したに違いない。ゆえに略奪の成功は、聖人が従来の墓所管理や対応に不満だった証左である。よって略奪による移葬は聖人の意志にかなっていた。このような正当化のロジックが普及した。

## 聖遺物の社会的機能

### 権力の正当化
聖遺物は神の恩寵を地上に媒介することで奇跡を起こすと考えられた。そのため奇跡で評判の聖遺物を所有する者は、自分こそ神の恩寵にあずかる正しいすべを保持する正当な権力者であることを証明できた。そこで中世ヨーロッパ社会では高位聖職者や王侯貴族などの権力者が人脈や財力を駆使して、キリストや人気の高い聖人の聖遺物を入手しようと競った。

### 聖堂と地域の繁栄
聖遺物には奇跡を起こすちからによって大勢の巡礼者を引き付け、教会のひいては町、国の格を高め、さらには巡礼者（現在で言えば観光客）を引き寄せられるというメリットもあった。そのため高名な聖遺物の導入に成功すれば、聖堂の所在地一帯には繁栄がもたらされた。膨大なコレクションを誇る巡礼地も存在した。

## 聖俗の権力者と聖遺物

### 十字軍による略奪
11世紀末から13世紀にかけて、十字軍は多くの聖遺物を西ヨーロッパに持ち込んだ。宗教指導者たちは教会や修道院の略奪を禁止していた。だが第4回十字軍（1202年 - 1204年）の攻撃によりコンスタンチノープルが陥落し、何世紀もの間その大量の聖遺物の所蔵地として有名だったビザンツ世界の首都の門が開かれると、数多くの信徒や聖職者が教会に押し入り、略奪した聖なる品物を西方へと持ち去った。これら「敬虔な盗人」には次の聖職者が含まれる。
- ハルバーシュタット司教コンラート（独: Konrad von Krosigk、1184 - 1225）
- ペイリスのマルタン（仏: Martin de Pairis） - アルザスのヴォージュ山脈にあったシトー会ペイリス修道院の修道院長を務めた人物。第4回十字軍に参加した。
- ソワソン司教ニヴロン（仏: Nivelon de Quierzy、? - 1207）

### 権力者の聖遺物収集
中世においては、価値ある聖遺物を所有することは、単に信仰心からくるだけでなく、政治・経済的な意図が働いて高額で取り引きされることも多かった。例えば、信仰心の強かったフランスのルイ9世は、キリストのかぶったという「イバラの冠」や「聖十字架」を高額で買い求めたと言う。キリスト教会が聖遺物の分与を通じてキリスト教の勢力を拡大し、ヨーロッパに残っていた異教の習慣をキリスト教化しようとしたのに対し、世俗の権力者はキリスト教の権威によってみずからの権威を確立し、贈答を通じて他の権力者との間に友好関係を結ぶために聖遺物を活用した。13世紀以降、聖遺物の認定や移動に対する教皇庁の統制が強まるが、これはキリスト教会の中央集権化とかかわっている。

## カトリック教会の分類と規制
カトリック神学では、神のみが崇拝の対象である。そのため、聖遺物は崇拝ではなく崇敬の対象である。
聖ヒエロニムスは次のように「創造主よりもむしろ創造物に屈するべきであることを恐れて、私たちは礼拝をしない。崇拝することはないが、殉教者を崇敬するために聖遺物を崇敬する」と宣言した。
カトリック教会は遺物を3つの等級に分類している：
第1級の聖遺物
キリストの生涯の出来事（かいばおけ、十字架など）または聖人の遺物（骨、髪、頭蓋骨、四肢など）に直接関連する遺物。伝統的に、殉教者の遺物は、多くの場合、他の聖人の遺物よりも重んじられている。その聖人の生涯にとって重要な部分は、より価値のある聖遺物である。例えば、ハンガリーの聖イシュトヴァーン1世の右腕は、支配者としての地位のために特に重要である。有名な神学者の頭は、その人物の最も重要な聖遺物といえるであろう。（聖トマス・アクィナスの頭は、彼が死んだフォッサノヴァのシトー会修道院の修道士によって切り離された）聖人が多くの旅をした場合、足の骨が賞賛されるかもしれない。カトリックの教義では、聖遺物が典礼で使用される場合、聖遺物を小さな部分に分割することを禁止している。（すなわち祭壇のように。教会と祭壇の奉献の儀式に記載されているルーブリックを参照）
第2級の聖遺物
聖人が所有しているか頻繁に使用していた遺物。（例えば、十字架、ロザリオ、本など）また、聖人の生涯の中でより重要な部分は、より重要な聖遺物である。時折、第2級聖遺物は聖人が身に着けていたもの（シャツ、手袋など）の一部で、Ex indumentis(「衣服から」という意味のラテン語)として知られている。
第3級の聖遺物
第1級または第2級聖遺物に接触したあらゆる物。ほとんどの第3級聖遺物は小さな布であるが、紀元1千年紀の油は人気があった。Monza ampullaeは、キリストの生涯の主要な場所の前で燃えているランプから集められた油を含んでおり、いくつかの遺物には、油を再び出し入れするための穴があった。多くの人々は、聖人の骨に触れた布を “ex brandea” と呼んでいる。だが、“ex brandea” は厳密には身体や使徒の墓に接触した衣服の一部を指す。それはそのような目的にのみ使用される用語であり、第3級の聖遺物の同義語ではない。
教会法第1190号では、使徒座の許可を得ずに他の手段で聖遺物の売買を行うことは厳重に禁じられている。聖遺物は、御聖体（ミサでの奉献後のキリストの体と葡萄酒を示す）のための祭壇の上に置くことはできない。

## 聖体神学との関係
特別な力を認められた人物の墓や聖廟に詣でて祈願する宗教実践や、遺体、遺骨の分与が社会において一定の役割を果たす状況は、仏教、ユダヤ教、イスラーム世界にも認められる。だがキリスト教の聖遺物には「キリストの身体との関係」という特徴がある。キリスト教ではキリストが十字架にかかって自らの肉と血を神にささげた「受難」によって神の恩寵がこの世界にもたらされ、人の罪が購われたとされる。この救いの業を受け継ぐのが聖体拝領の祭儀である。その中で神にささげられ信徒に分け与えられる「聖体（パンと葡萄酒）」は、受難におけるキリストの肉と血と同じように神の恩寵を媒介すると早くから考えられていた。その後、苦しみながら神に命をささげる殉教にも受難と同じ価値があると考えられるようになり、聖人の遺体、聖遺物にも恩寵を媒介する力が認められていった。13世紀には聖遺物と司祭の仲介によって聖体がキリストの真の肉と血となるという聖体神学が確立する。

## 聖遺物、聖遺物容器とプロテスタントの宗教改革
16世紀になると聖書とキリストが定めた祭儀以外に恩寵にあずかるすべはないとするプロテスタント諸派では、聖職位階制とともに聖遺物が否定されるようになった。プロテスタントは聖人崇拝と共に聖遺物信仰も禁じ、プロテスタントが支配的となった地方の聖遺物は聖遺物容器とともに破壊された。

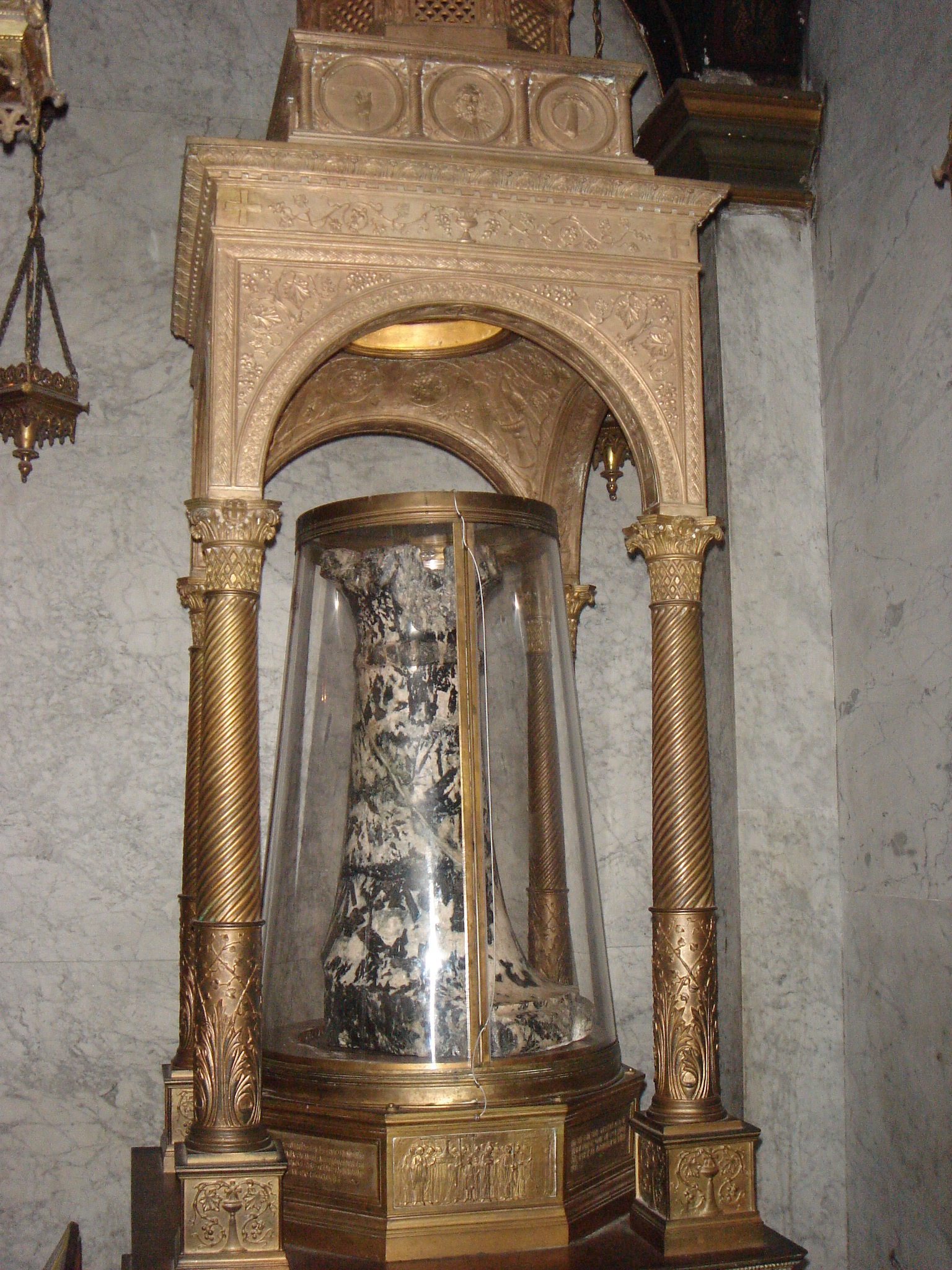
《キリストの鞭打ちの際に用いられた円柱》ローマ、サンタ・プラッセーデ教会。
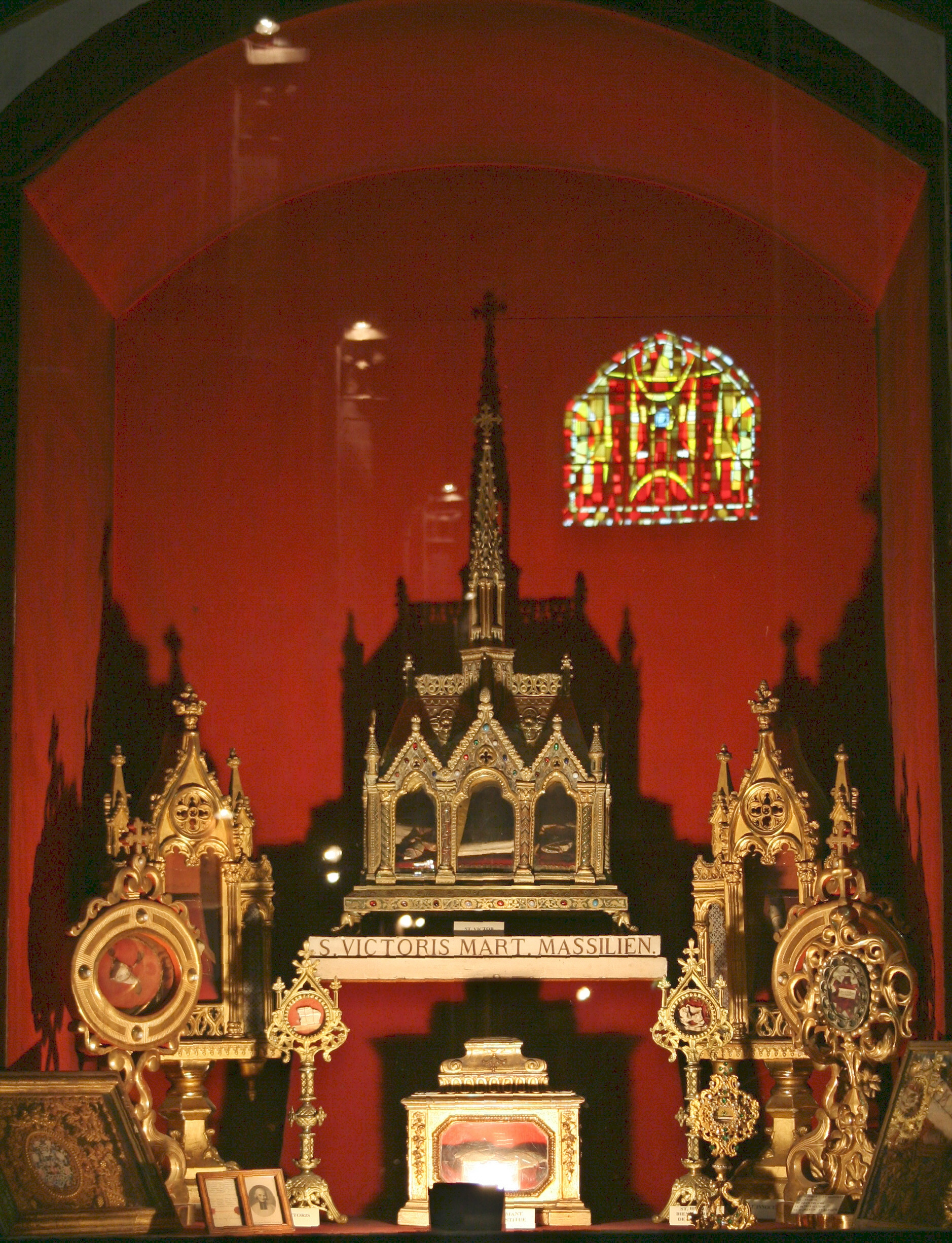
マルセイユの聖ヴィクトワール修道院の聖遺物容器群。
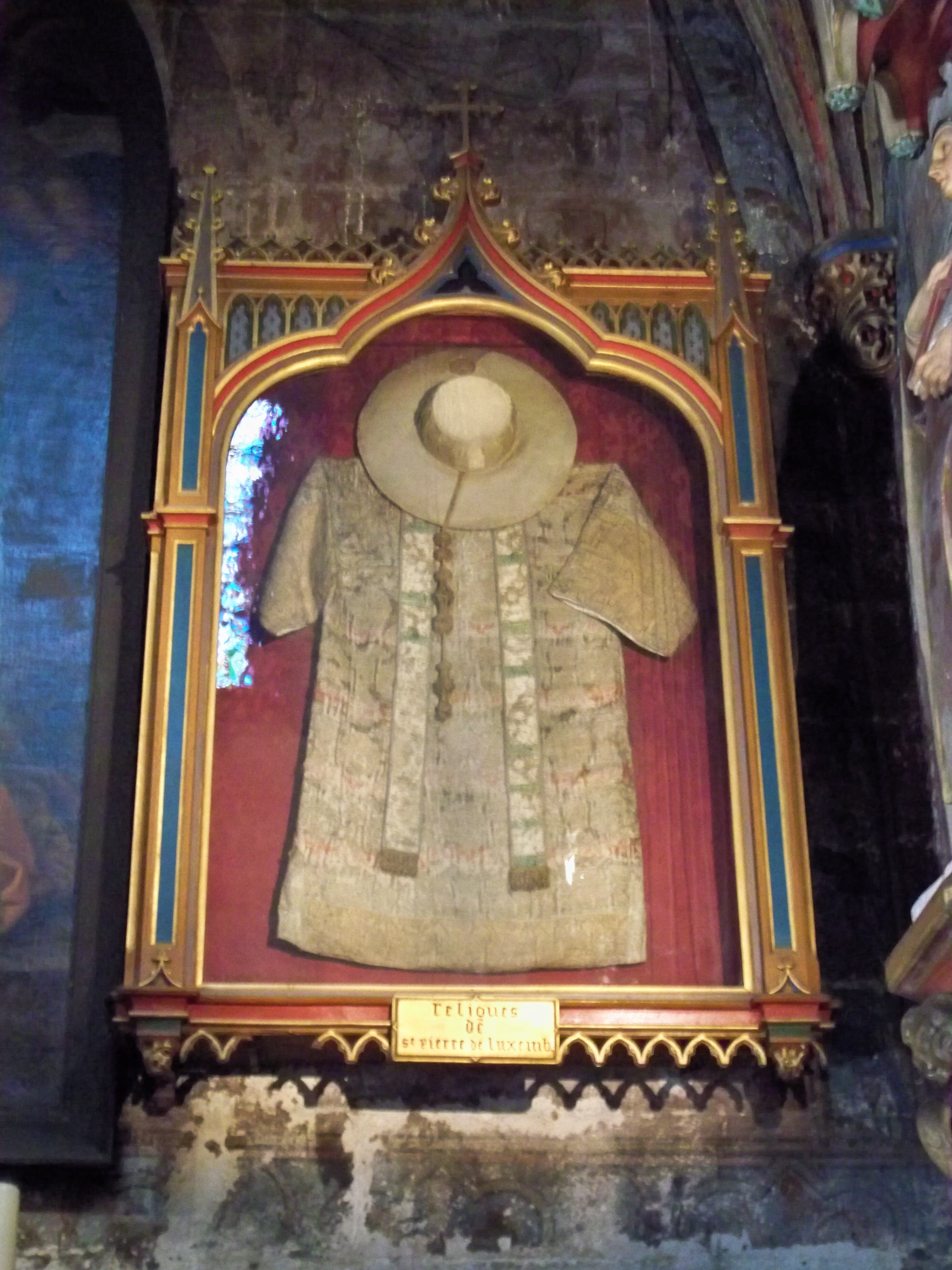
アヴィニョンの聖ピエール教会にあるリュクサンブールの聖ピエールの聖遺物。
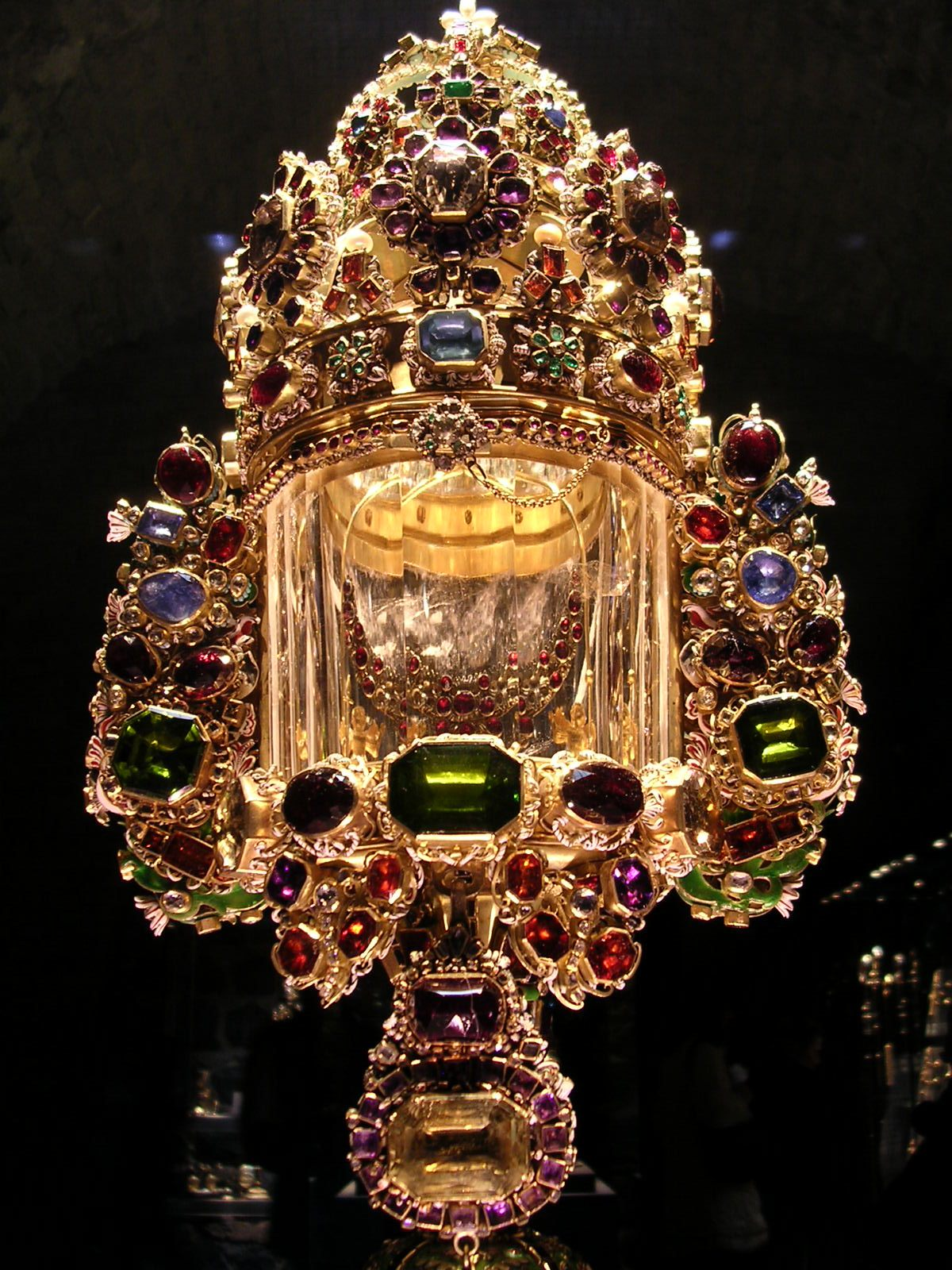
ケルン大聖堂のモンストランツ型聖遺物容器。
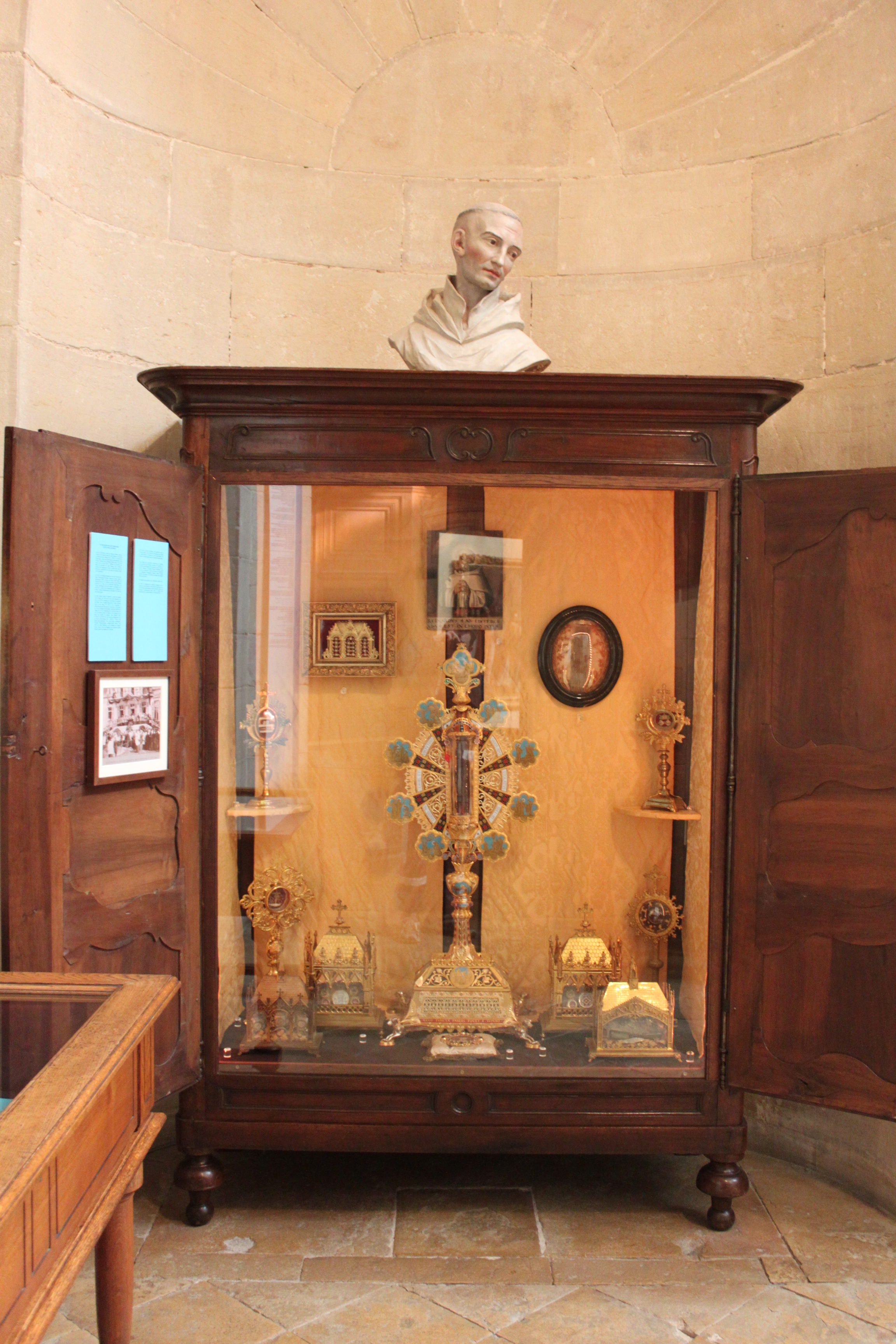
ディジョンの宗教芸術美術館所蔵の聖ベルナールの聖遺物。
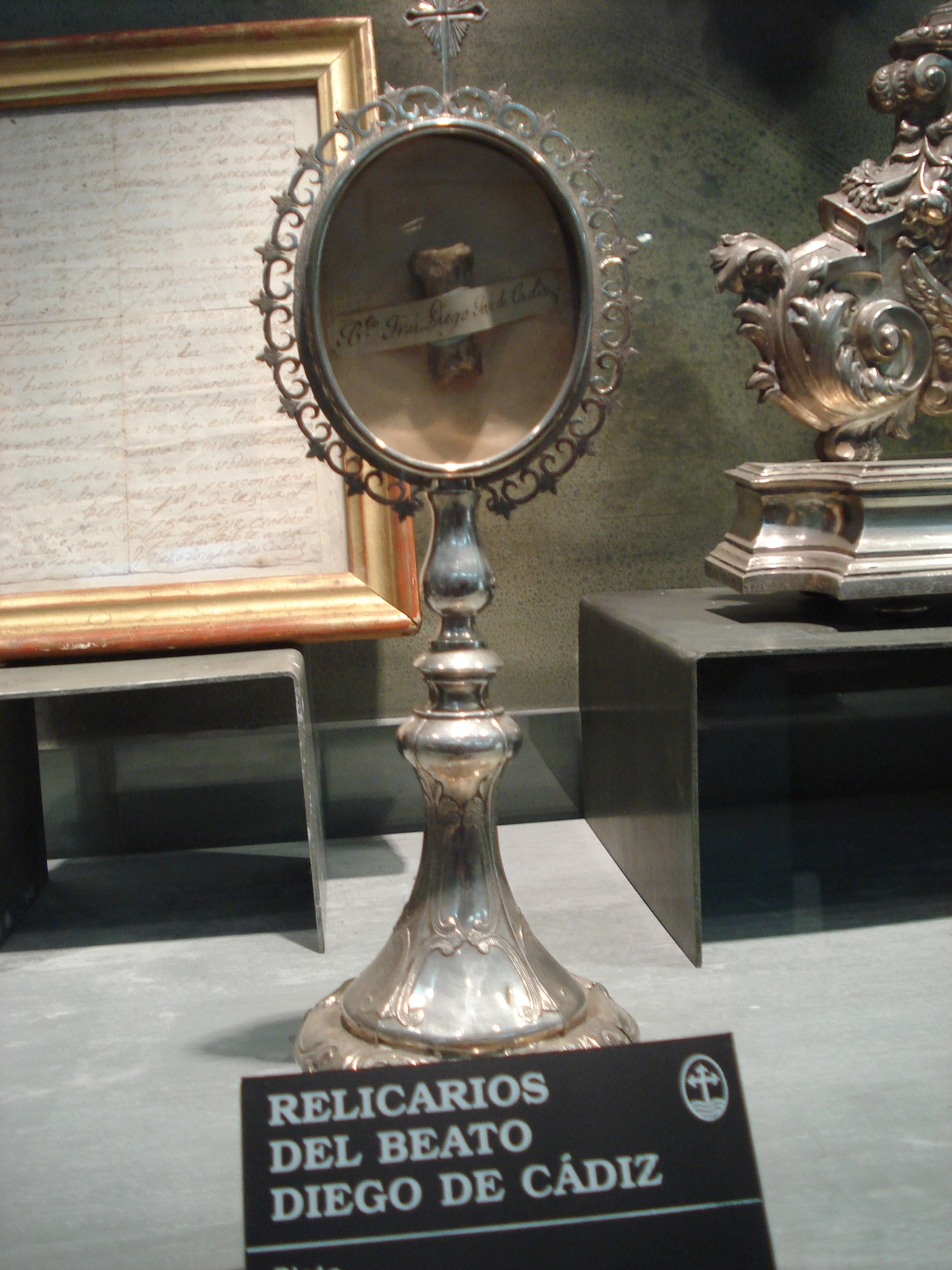
カディスの大聖堂にある聖ディエゴの聖遺物。
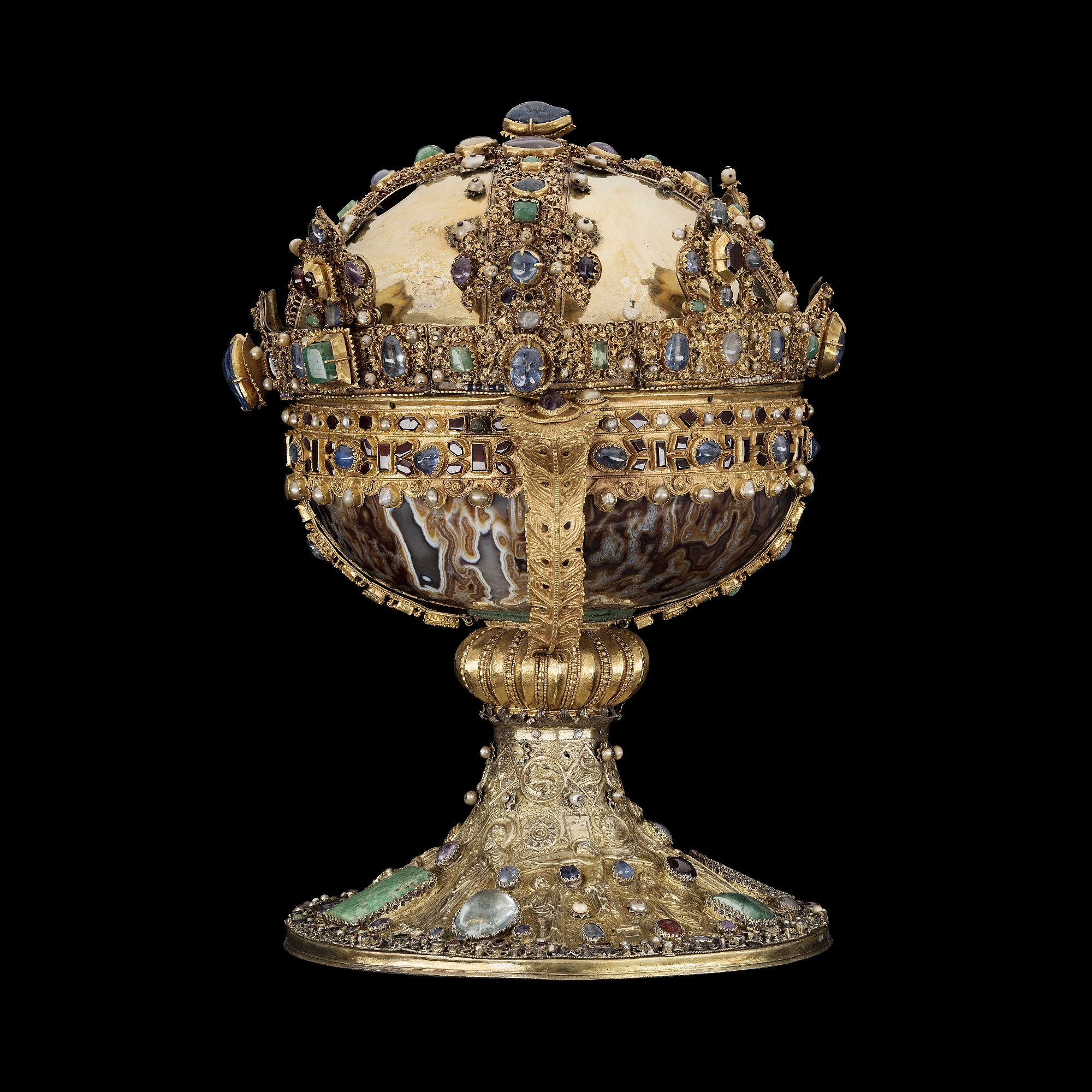
スウェーデン国立歴史博物館にある聖エルージェベト（王女）の聖遺物。
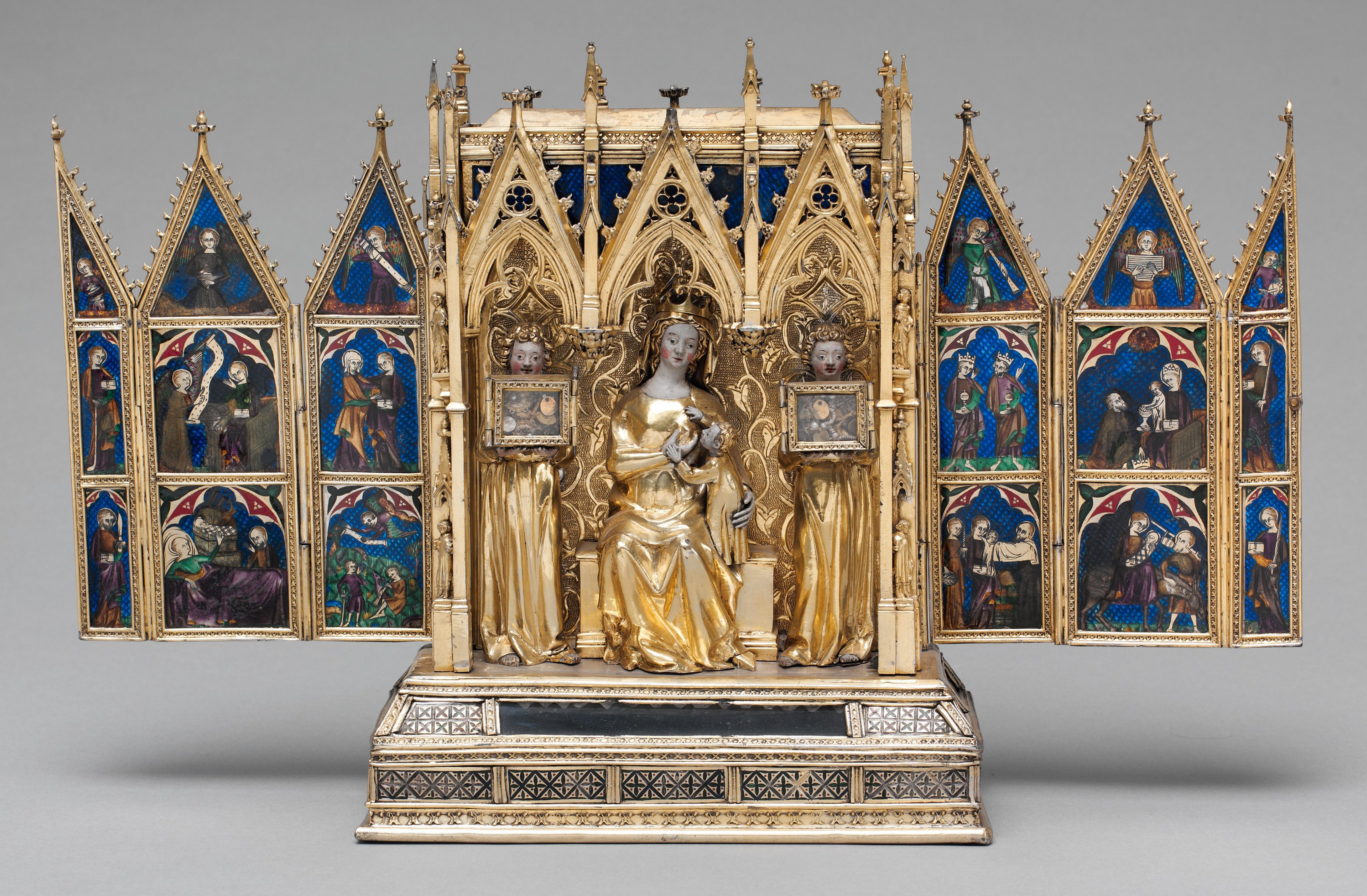
クロイスターズにあるフランスの聖遺物容器。
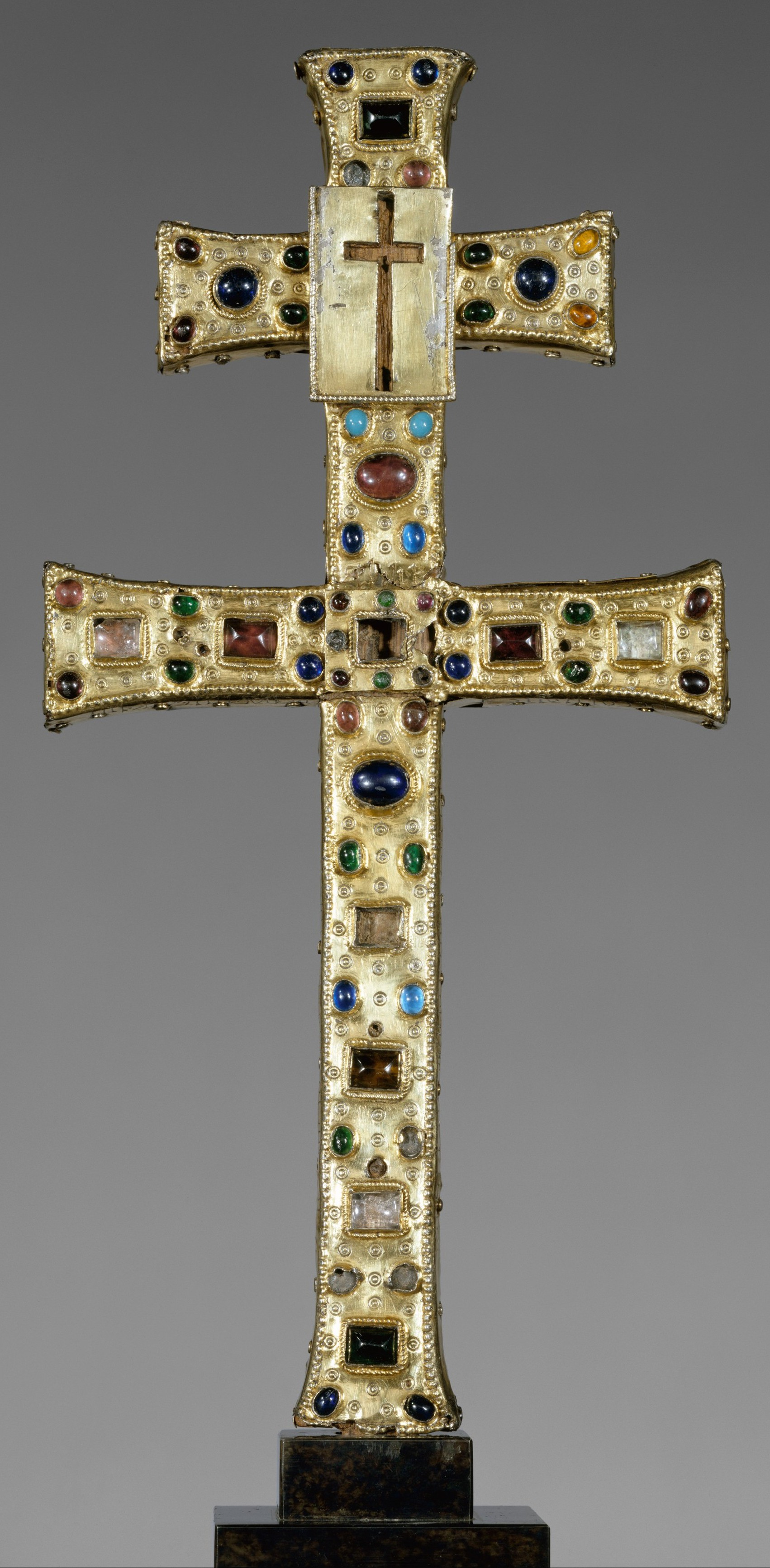
1180年のフランスの聖遺物廟。
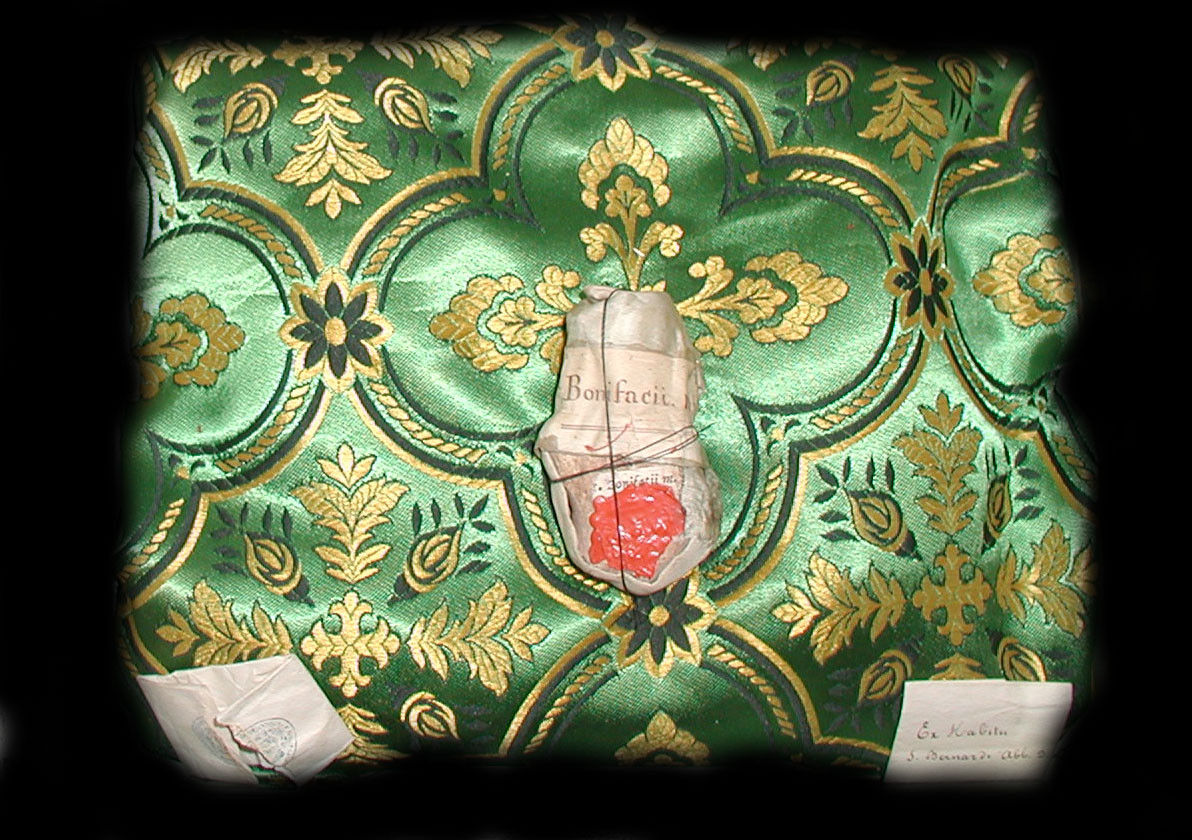
ドイツの守護聖人である聖ボニファティウスの聖遺物容器。
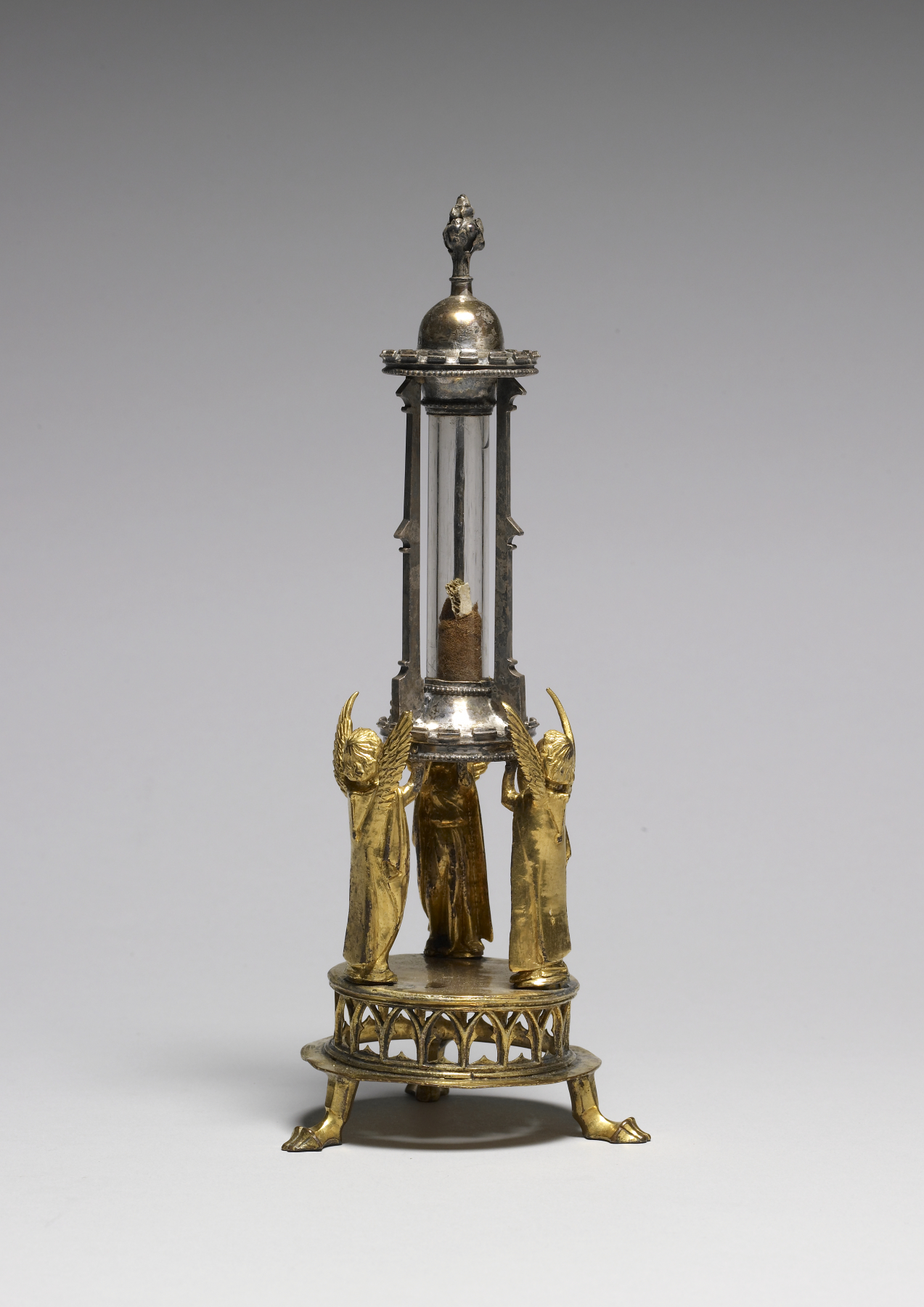
15世紀のフランスの聖遺物容器。
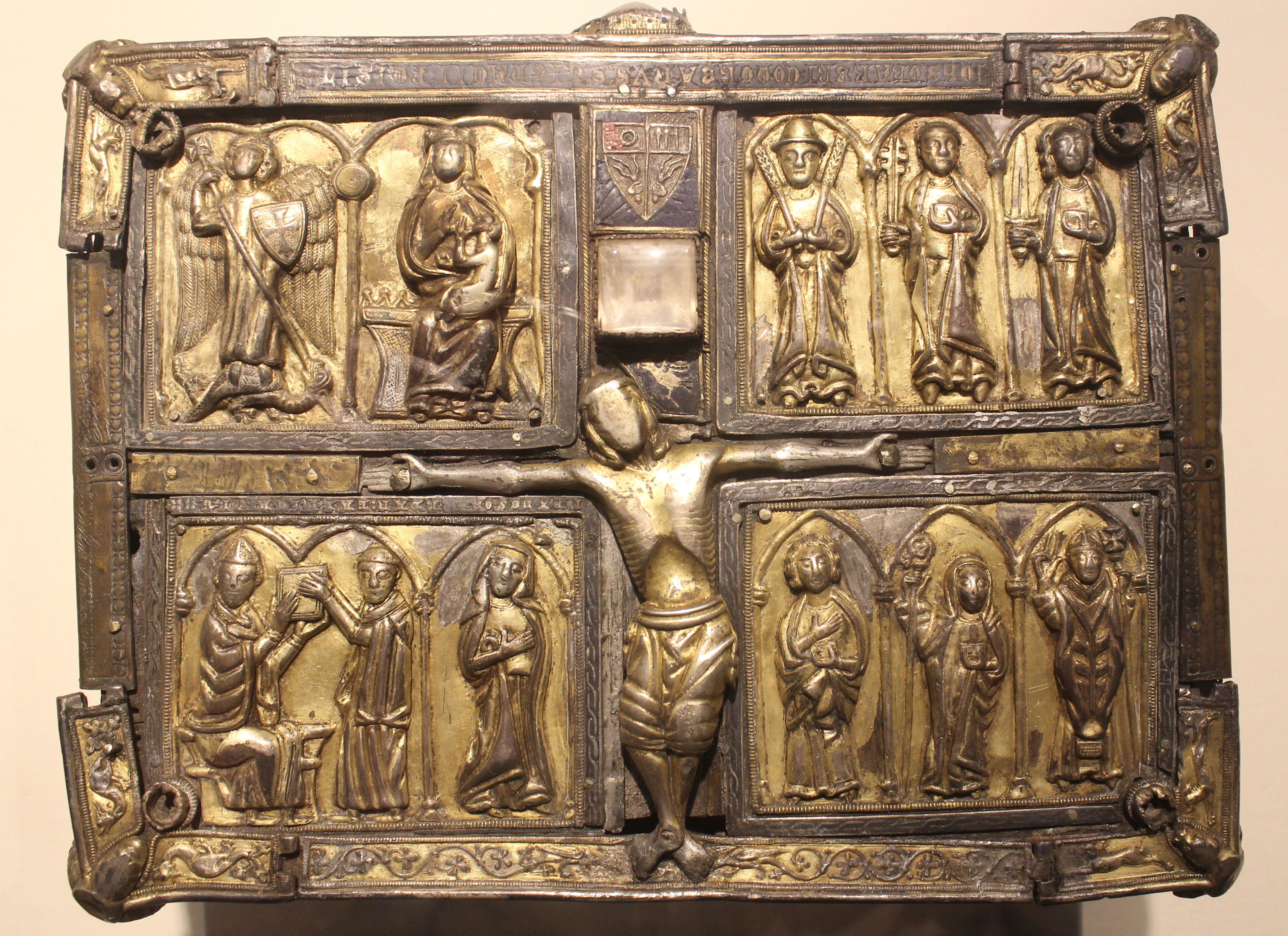
アイルランドのクーダハ（聖人が使用した本の納書箱）。

## 聖遺物のリスト
- 聖十字架
- 聖釘
  - ロンバルディアの鉄王冠
- 聖槍
- 聖骸布
- 聖杯

## 関連書籍
- 青山吉信 『聖遺物の世界 - 中世ヨーロッパの心象風景』 山川出版社、1999年3月。ISBN 978-4-634-64530-1。
- 秋山聰 『聖遺物崇敬の心性史 - 西洋中世の聖性と造形』 講談社〈講談社選書メチエ 441〉、2009年6月。ISBN 978-4-06-258441-8。